# Moarre
Moarre (niederländisch Morra) ist ein Dorf in der Gemeinde Noardeast-Fryslân in der niederländischen Provinz Friesland. Es befindet sich nordöstlich von Dokkum und hat 235 Einwohner (Stand: 1. Januar 2024).
Der Name des Dorfes Moarre bedeutet sumpfiges Land und auch heutzutage wird Moarre noch von viel sumpfigem Moorland umgeben. Es wird angenommen, dass bereits vor unserer Zeitrechnung Menschen in Moarre gelebt haben. Moarre wurde auf einer Warft erbaut und im Dorf ist eine mittelalterliche Kirche aus dem 13. Jahrhundert zu finden.